# Marsainvilliers
Marsainvilliers – miejscowość i gmina we Francji, w Regionie Centralnym, w departamencie Loiret.
Według danych na rok 1990 gminę zamieszkiwały 233 osoby, a gęstość zaludnienia wynosiła 22 osoby/km² (wśród 1842 gmin Centre, Marsainvilliers plasuje się na 907. miejscu pod względem liczby ludności, natomiast pod względem powierzchni na miejscu 1119.).